# Enrico Mizzi
Enrico Mizzi (Valletta, 1885. szeptember 20. – 1950. december 20.) becenevén Nerik, máltai olasz-párti majd nacionalista politikus, a Nemzeti Párt egyik alapítója, halála előtt három hónapig Málta miniszterelnöke.

## Élete
A Nemzeti Mozgalom alapítójának, Fortunato Mizzinek és Maria Sofia Fogliero de Lunának a fiaként született Vallettában. A gozói szemináriumon tanult, majd a Máltai Királyi Egyetemen szerzett diplomát 1906-ban. 1915-ben választották be először a Kormányzótanácsba Gozóról, mint a Comitato Patriotico tagját. Az ifjú politikus már ekkor egy liberális alkotmányért küzdött, nézetei miatt 1917-ben letartóztatták. Megalapította a Máltai Ifjúsági Kört (Circolo Giovane Malta), és a Dante Aligheri Társaság elnöke volt élete végéig. 1940-ig a Malta Printing Press kiadó munkatársa volt. Ebben az évben letartóztatták, és két év múlva politikai nézetei miatt Ugandába internálták. Csak 1945-ben térhetett haza. Ekkor újra belevetette magát a politikába. 1950-ben végre megválasztották miniszterelnökké, három hónap múlva azonban meghalt. Egyetlen gyermeke Fortunato Mizzi.

## Politikai nézetei és pályája
Apja volt a máltai érdekeket hangsúlyozó Nemzeti Mozgalom alapítója, ám Enrico még apjánál is szélsőségesebb álláspontot képviselt. Elfogadhatatlannak tartotta a brit uralmat, és már fiatalon, az első világháború idején kifejtette nézetét, miszerint Máltának csatlakoznia kellene Olaszországhoz. Ezt úgy képzelte, hogy Nagy-Britannia elcseréli Máltát Eritreára, Málta Olaszország része lesz, képviselőkkel az olasz parlamentben. A briteknek továbbra is joguk lett volna a máltai kikötők használatához. Az olasz nyelv elnyomásával egyre inkább a máltai nyelv szerepe mellett állt ki.
1915-ben a Comitato Patriotico tagjaként bekerült a Kormányzótanácsba, ám május 7-én letartóztatták és 1917-ben elítélték a britek elleni izgatásért. Egy évi kényszermunkára ítélték, amit 1918-ban "komoly cenzúrára" változtattak. 1919-ben azonban már a Nemzetgyűlés elnöke a június 7-i felkelés után. Ekkoriban a Máltai Politikai Unió (Unione Politica Maltese) nevű mérsékelt ellenzéki tömörülés (később párt) tagja, ám 1921-ben megalakította a radikálisabb Nemzeti Demokrata Pártot (Partito Democratico Nazionale), hogy önállóan induljon a választásokon. A győztes UPM mégis a Máltai Munkáspárttal lépett koalícióra. 1923-ban azonban az újraválasztott UPM már Mizzi pártjával alkotott kormányt, és Mizzi megkapta az agrárminiszteri posztot. 1926-ban a két párt Nemzeti Párt néven egyesült. Több miniszteri posztot is betöltött. Az alkotmány felfüggesztése után a Malta Printing Press kiadónál dolgozott.
1940. május 30-án több tucat máltaival együtt ismét letartóztatták, és 1942-ben olasz-párti nézetei miatt Sir William Dobbie kormányzó Ugandába deportáltatta őket. Bár a bíróság néhány héten belül kimondta, hogy a deportáció törvénytelen volt, Dobbie csak 1945-ben hozatta haza őket Afrikából. Március 8-i hazatértétől kezdve a Nemzeti Párt elnöke volt, és az alkotmányozó nemzetgyűlés tagja. Az 1947-es választásokat azonban a Máltai Munkáspárt nyerte meg, így Mizzi az ellenzék vezetője lett. A következő választások után 1950 szeptemberében felkérték, hogy alakítson kisebbségi kormányt, ám három hónapi kormányzás után meghalt.